# Miguel A. Núñez, Jr.
Miguel A. Núñez, Jr. (nacido el 11 de agosto de 1964 en Nueva York) es un actor estadounidense de ascendencia dominicana. Es más conocido por sus papeles en The Return of the Living Dead y Life y el papel principal de Juwanna Mann.
Núñez nació en Nueva York y fue criado por sus abuelos en Wilson, Carolina del Norte. Su primer papel importante en pantalla fue de Spider en The Return of the Living Dead, y su primer papel recurrente mayor fue de Marcus Taylor en la serie de CBS Tour of Duty, donde era parte del elenco principal durante las tres temporadas del programa. Luego apareció en el programa de UPN como también en películas como Juwanna Mann. Núñez también tuvo un papel recurrente como Zach en la segunda temporada del spin-off de Friends, Joey.

## Filmografía
| Año  | Título                                  | Papel                             | Notas |
| ---- | --------------------------------------- | --------------------------------- | ----- |
| 1984 | National Lampoon's Joy of Sex           | Jock #2                           |       |
| 1985 | Friday the 13th Part V: A New Beginning | Demon                             |       |
| 1985 | The Return of the Living Dead           | Spider                            |       |
| 1986 | Dangerously Close                       | Leon Biggs                        |       |
| 1986 | Jumpin' Jack Flash                      | Street Tough                      |       |
| 1988 | Action Jackson                          | Matón de los billares #1          |       |
| 1989 | Harlem Nights                           | Hombre con la nariz rota          |       |
| 1990 | Shadowzone                              | Wiley                             |       |
| 1992 | Lethal Weapon 3                         | Miembro #4                        |       |
| 1992 | Round Trip to Heaven                    | León                              |       |
| 1994 | Hard Vice                               | Bugs                              |       |
| 1994 | There Goes My Baby                      | Rodney                            |       |
| 1994 | Street Fighter                          | Dee Jay                           |       |
| 1995 | Slam Dunk Ernest                        | T.J.                              |       |
| 1995 | Carnosaur 2                             | Ed Moses                          |       |
| 1996 | A Thin Line Between Love and Hate       | Reggie                            |       |
| 1997 | Leprechaun 4: In Space                  | Sticks (voz)                      |       |
| 1997 | For Richer or Poorer                    | Frank Hall, IRS                   |       |
| 1998 | Why Do Fools Fall in Love               | Young Little Richard              |       |
| 1999 | Life                                    | Biscuit                           |       |
| 2000 | If You Only Knew                        | Troy                              |       |
| 2000 | Nutty Professor II: The Klumps          | Científico                        |       |
| 2001 | Tara                                    | J.D. Mogo (voz)                   |       |
| 2001 | MacArthur Park                          | Blackie                           |       |
| 2001 | Flossin                                 | Director Jones                    |       |
| 2002 | ZigZag                                  | Bentley                           |       |
| 2002 | Scooby Doo                              | Maestro Vudú                      |       |
| 2002 | Juwanna Mann                            | Jamal Jefferies, aka Juwanna Mann |       |
| 2002 | The Adventures of Pluto Nash            | Miguel                            |       |
| 2005 | Flip the Script                         | Preston Scott                     |       |
| 2005 | Bathsheba                               | Joab                              |       |
| 2005 | Clean Up Men                            | Lionel                            |       |
| 2006 | National Lampoon's TV: The Movie        |                                   |       |
| 2007 | Kickin' It Old Skool                    | Darnell Jackson                   |       |
| 2007 | All Lies on Me                          | S-Blade (voz)                     |       |
| 2008 | Meet Dave                               | Miembro de Burley                 |       |
| 2009 | Black Dynamite                          | Mo' Bitches                       |       |
| 2009 | All Lies on Me                          | S-Blade (voz)                     |       |
| 2019 | The Pining                              |                                   |       |